# Allens regel
Allens regel er en biologisk regel af Joel Asaph Allen i 1877, som postulerer at kroppens former og proportioner for endoterme (varmblodede) dyrearter varierer efter klimaets temperatur ved enten at minimere overfladeareal for at mindske varmetabet i kolde klimaer eller maksimere eksponeret overfladeareal for, at maksimere varmetab i varme klimaer. Reglen forudser, at endoterme dyrearter fra varme klimaer normalt har ører, haler, ben, tryne, etc., som er lange og tynde for at afgive varme, mens tilsvarende arter fra kolde klimaer oftest har kortere og tykkere versioner af disse kropsdele for at undgå varmetab.

## Forklaring
Allens regel forudsiger, at endoterme (varmblodet) dyrearter med samme kropsvolumen bør have forskellige overfladearealer, som vil enten støtte eller hindre deres varmeafgivelse.
Diagrammet til højre viser to rektangulære prismer, der hver består af otte terninger. Hver terning indeholder en kubisk volumenenhed og hver af overfladerne af terninger er et kvadrat arealenhed. Et rektangulært prisme, der er to terninger bred, en terning lang og fire terninger høj vil have et volumen på 8 enheder og et overfladeareal på 28 enheder2. Et sammensat terning, der er to terninger bred, to terninger lang og to terninger høj vil have den samme volumen på 8 enheder men et overfladeareal på kun 24 enheder2.
I kolde klimaer, forudsiger Allens regel, at dyr skal have forholdsvis lave forhold imellem overfladeareal og volumen. Fordi dyrene i kolde klimaer har behov for at bevare så meget varme som muligt, forudsiger Allens regel, at de bør have en lav overfladeareal til volumenforhold for at minimere overfladearealet, og derved give dem mulighed for at fastholde mere varme.
I varme klimaer, forudsiger Allens regel, at dyr skal have forholdsvis høje forhold imellem overfladeareal og volumen. Da dyr med lavt overfladeareal til volumenforhold overophedes hurtigt, forudsiger Allens regel , at dyr i varme klimaer, bør have høj overfladeareal til volumen-forhold for at maksimere areal og derved giver dem mulighed for at afgive mere varme.

## Eksempler
Mennesker synes at følge de teoretiske forudsigelser man kan drage ud fra Allens regel. Mennesker der stammer fra koldere regioner har en tungere kropsbygning i forhold til deres kropstørrelse og kortere lemmer for at undgå varmetab, mens mennesker der stammer fra varmere regioner har en lettere bygning i forhold til deres højde og længere lemmer for at forøge varmetab. Isbjørnen har tætbygget lemmer og meget korte ører, der er i overensstemmelse med forudsigelserne af Allens regel for at undgå varmetab. Bestande af samme art fra forskellige breddegrader kan også følge Allens regel.